# Шпанка-красношейка
Шпанка-красношейка (лат. Alosimus syriacus) — вид нарывников из подсемейства Meloinae.

## Распространение
Распространён в Палеарктическом регионе.

## Описание
Жук длиной в среднем 12 мм. Надкрылья ярко-зелёные с синей каймой. Голова чёрная с почти незаметным синим или зелёным оттенком. Лапки и усики чёрные. Переднеспинка имеет бурую, рыжую или красноватую окраску, о чём свидетельствует русское название.